# Ганна Гронкевич-Вальц
Ганна Беата Гронкевич-Вальц (або Ґронкевич-Вальц; пол. Hanna Beata Gronkiewicz-Waltz; нар. 4 листопада 1952, Варшава) — польська політична діячка, юристка, докторка юридичних наук, фахівчиня в галузі банківського права. Голова Національного банку Польщі (1992–2000). президент Варшави (2006—2018).

## Біографія

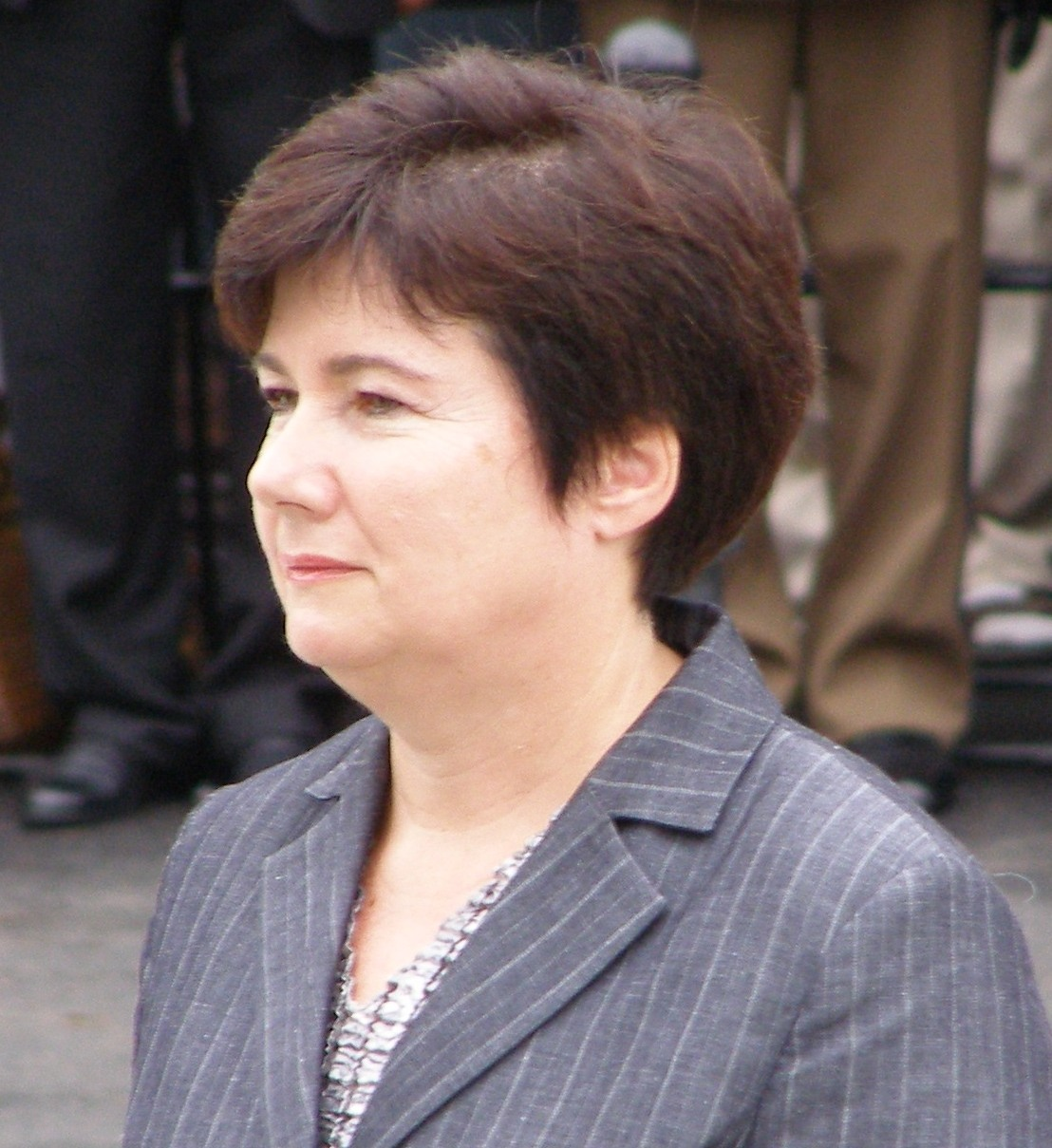
Ганна Гронкевич-Вальц

Спадкова варшав'янка, народилася 4 листопада 1952 року. Її батько брав участь у Варшавському повстанні в серпні 1944 року.
Закінчила факультет права і адміністрації Варшавського університету (1975).
З 1981 працювала в Інституті юридичних та адміністративних наук Варшавського університету. З 1990 — ад'юнкт факультету канонічного права Академії католицької теології у Варшаві. У 1989–1992 — експерт парламенту з питань громадського права. У 1991 увійшла до складу кодифікаційної комісії з банківського права. Автор наукових робіт з правових питань.
У 1980 була в числі засновників організації Всепольського профоб'єднання «Солідарність» на факультеті права і адміністрації Варшавського університету, в 1989–1992 очолювала цю організацію.
З 5 березня 1992 до 10 січня 2001 — голова Національного банку Польщі. Американський журнал Global Finance чотири рази визнавав її найкращим головою Центробанку в Європі. У ЗМІ її називали «Залізна леді польських фінансів».
У 1995 брала участь у президентських виборах, отримала підтримку 2,76 % виборців. Була підтримана кількома правими організаціями та частиною католицької громадськості. Своїм політичним ідеалом вважала колишнього прем'єр-міністра Великої Британії Маргарет Тетчер. Виступала на захист сім'ї, свободи, приватної власності. Колишній президент Польщі Олександр Кваснєвський, який переміг на тих виборах, в 2006 заявив, що вона «виключно компетентна людина, працездатна, і одночасно розсудлива».

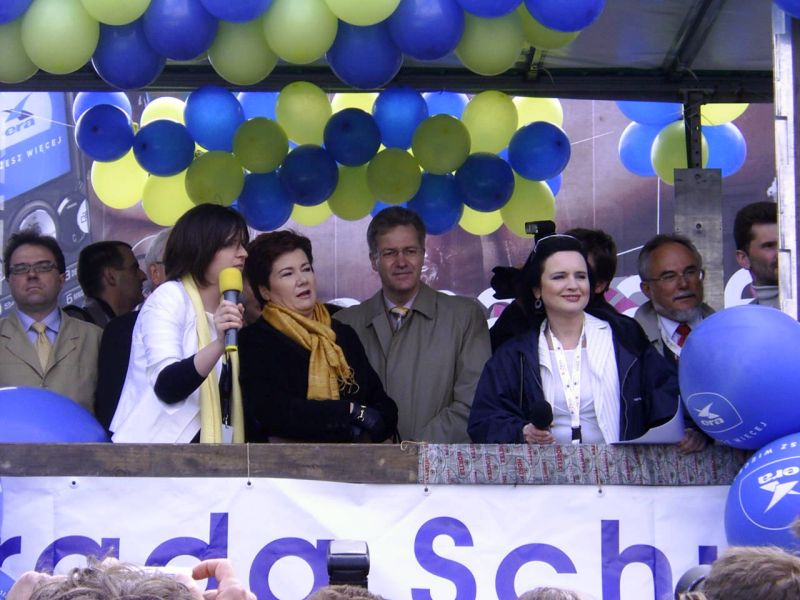
Ганна Гронкевич на Параді Шумана, Варшава, 2007 рік

У 2001—2004 — віце-президент Європейського банку реконструкції і розвитку (ЄБРР). У 2005 була обрана депутатом польського Сейму від ліберальної партії «Громадянська платформа» (ГП). 26 листопада 2006, у виключно завзятій боротьбі з представником консервативної націоналістичної коаліції Казімежем Марцинкевичем, перемогла у другому турі виборів президента Варшави (53,18 % голосів).

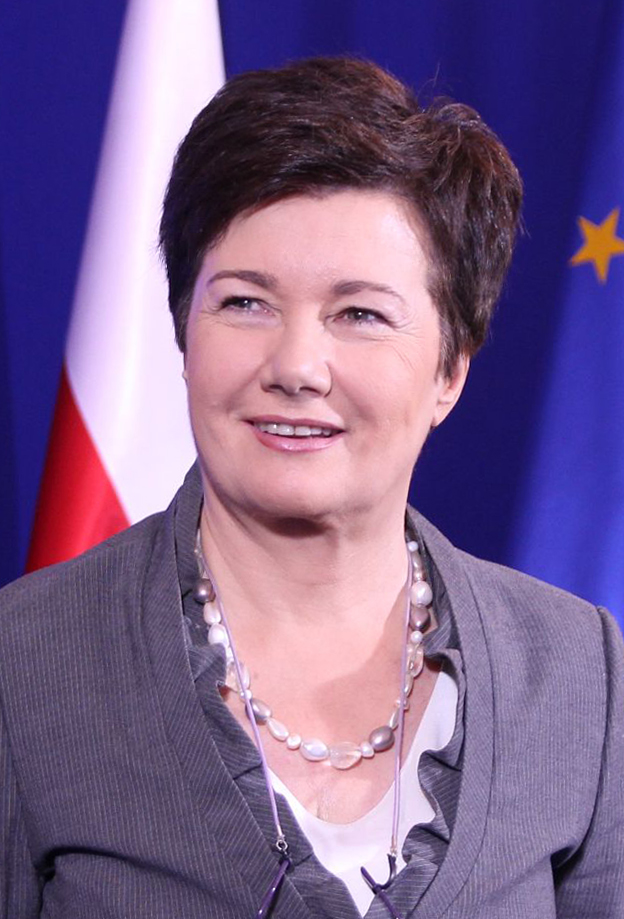
Ганна Гронкевич-Вальц на конференції «Запитайте про платформу»

Ганна Гронкевич за час свого перебування на посту мера намагалася залучати в місто ще більше зарубіжних інвестицій, а також знижувати ціни на житло і боротися з транспортними пробками. Завдяки Ганні Гронкевич відбулося облаштування міста та його керівництва. Вступ Польщі до Європейського Союзу в 2004-му значно прискорив розвиток столиці. Протягом останніх восьми років завдяки інвестиціям Варшава змінила своє обличчя. У реконструкцію було вкладено понад 2 мільярди євро. Найбільше з міського бюджету інвестицій направленно на навчання. 20 % бюджету вкладалося в освітні проекти, побудову нових шкільних та дошкільних закладів. Відколи уряд обмежив період догляду за дитиною лише до року, з'явився попит на ясла. Водночас в країні зафіксовано демографічне зростання. Тож для 30 % молодих родин, які оселились у нових правобережних кварталах, відсутність ясел стало проблемою. Як вихід Гронкевич запропонувала систему денного опікуна дитини. Це стало доступно для батьків, які працюють: свою дитину віком від року до трьох вони можуть лишити на опікуна за 1,7 злотих за годину. За вісім років роботи Ганні Гронкевич вдалося приватизувати частину підприємств, деякі ліквідувати, а деякі об'єднати, щоб позбутися зайвих посад.
У 2005 стає представником президентській кампанії Дональда Туска.Того ж року на парламентських виборах вона була обрана найбільшою кількістю голосів із списку ГП в Варшавському окрузі. Ганна Гронкевич-Вальц деякий час керувала Державною комісією з енергетики та казначейства. 24 червня 2006 призначена віце-президентом ГП. 5 жовтня 2013 року — 16 грудня 2017 Гронкевич стає президентом структури партії Варшави.
Під час президентства Ганни Гронкевич-Вальс у Варшаві були створені Центр науки «Копернік» та Музей історії польських євреїв, у Варшаві з'явився Міст Марії Кюрі, модернізовані очисні споруди «Чайка», у 2012 році була відкрита громадська система велосипедів Veturilo, завершено будівництво центральної ділянки другої лінії метро і реконструкція річкових дамб, виділені кошти на придбання нового автобуса і трамвая, незважаючи на затрати, підвищення ціни на квитки проходило поступово, відбувається приватизація столичних підприємств теплової енергії, планується будівництво Красинського мосту та дороги в центрі міста.